# Hylaeus rubicola
Hylaeus rubicola är en biart som beskrevs av Saunders 1850. Hylaeus rubicola ingår i släktet citronbin, och familjen korttungebin. Inga underarter finns listade i Catalogue of Life.

## Bildgalleri

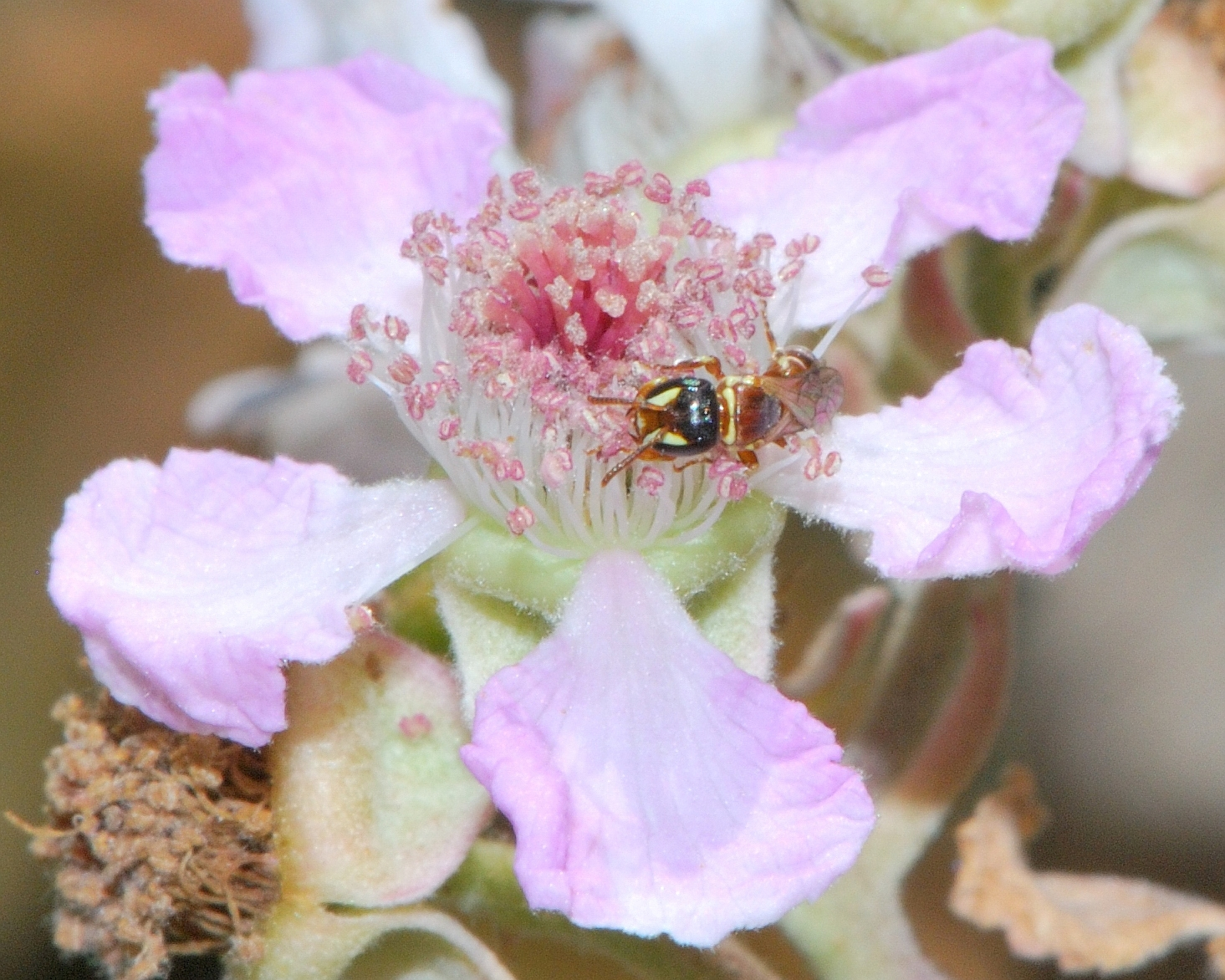
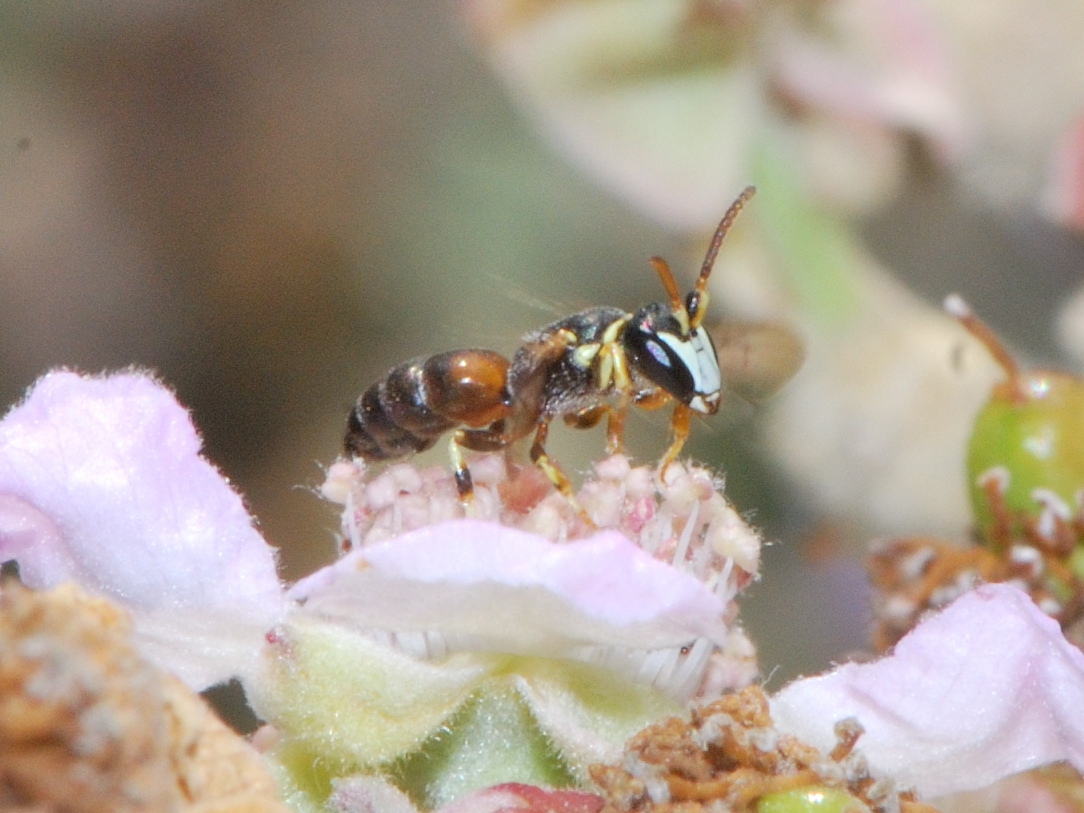
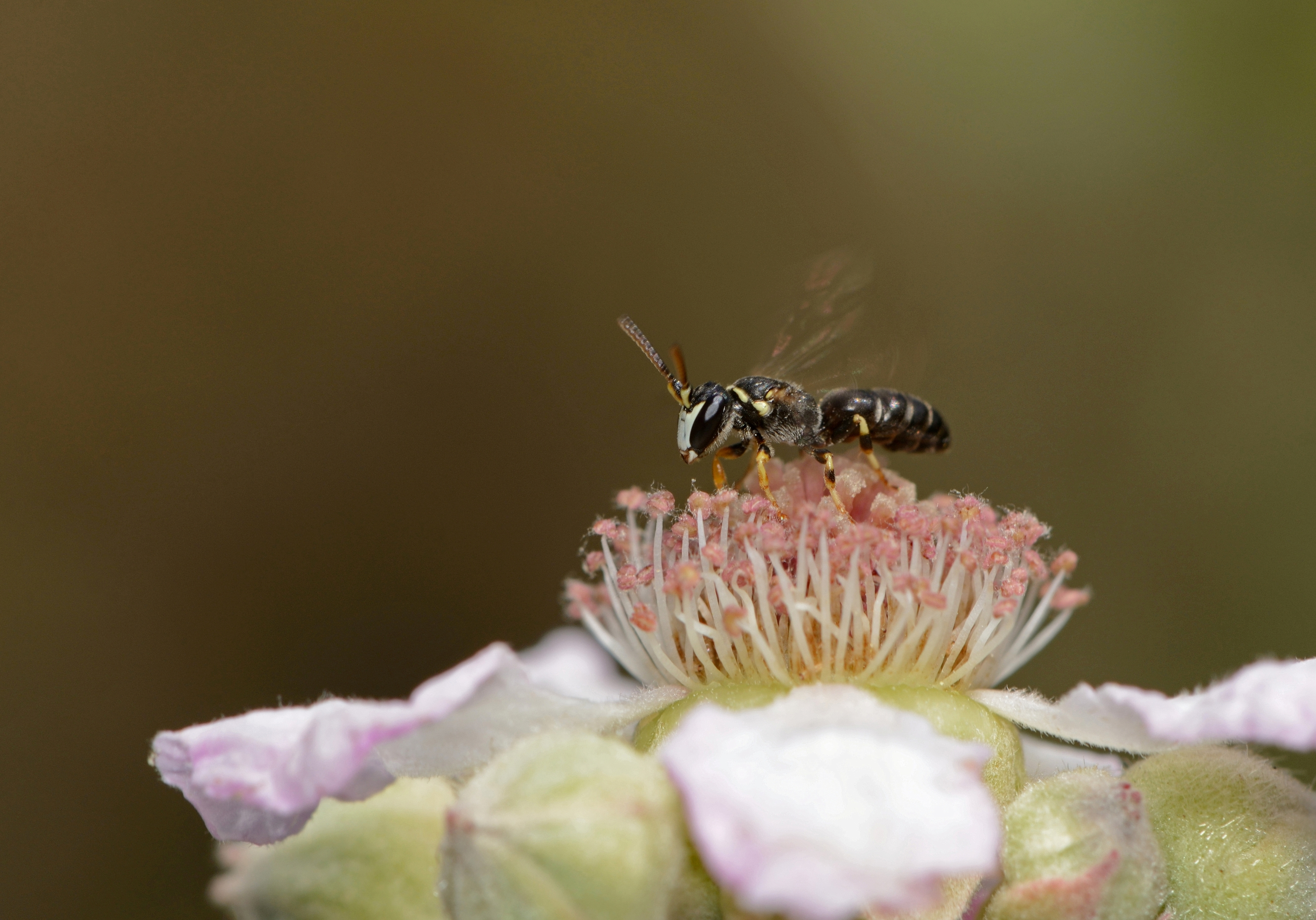
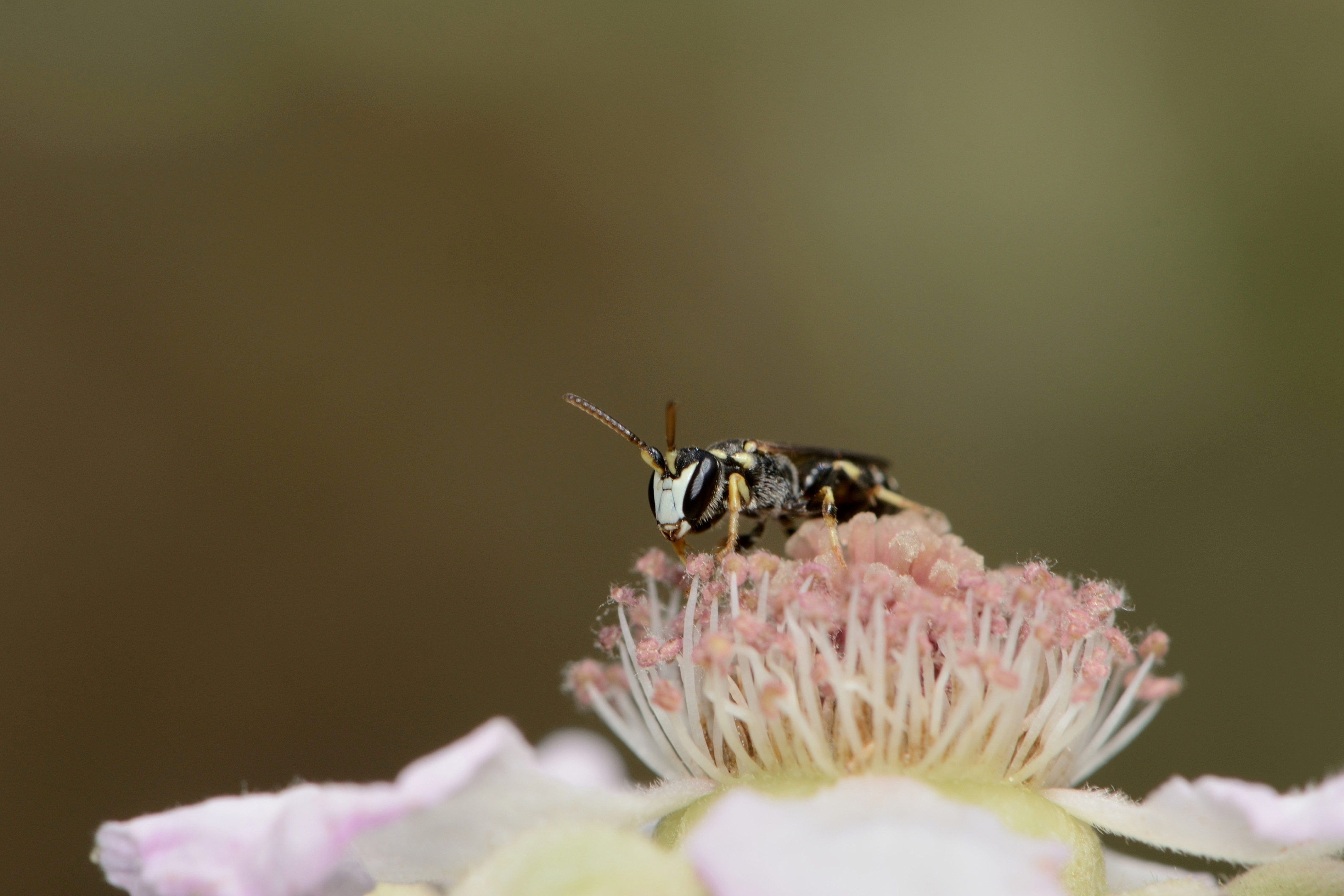